# Iris tuberosa
Iris tuberosa är en irisväxtart som beskrevs av Carl von Linné. Iris tuberosa ingår i släktet irisar, och familjen irisväxter.

## Underarter
Arten delas in i följande underarter:
- I. t. longifolia
- I. t. tuberosa

## Bildgalleri

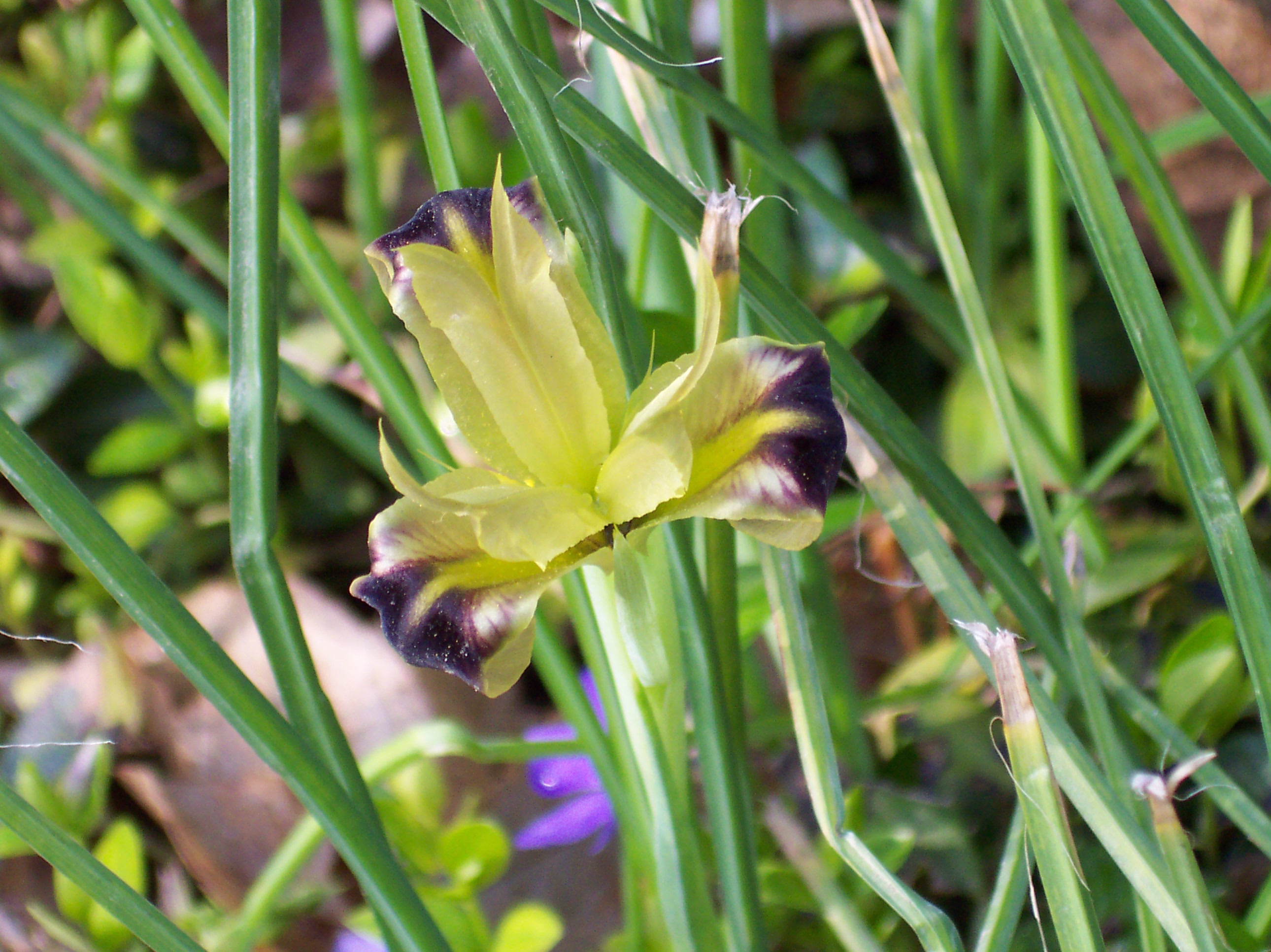
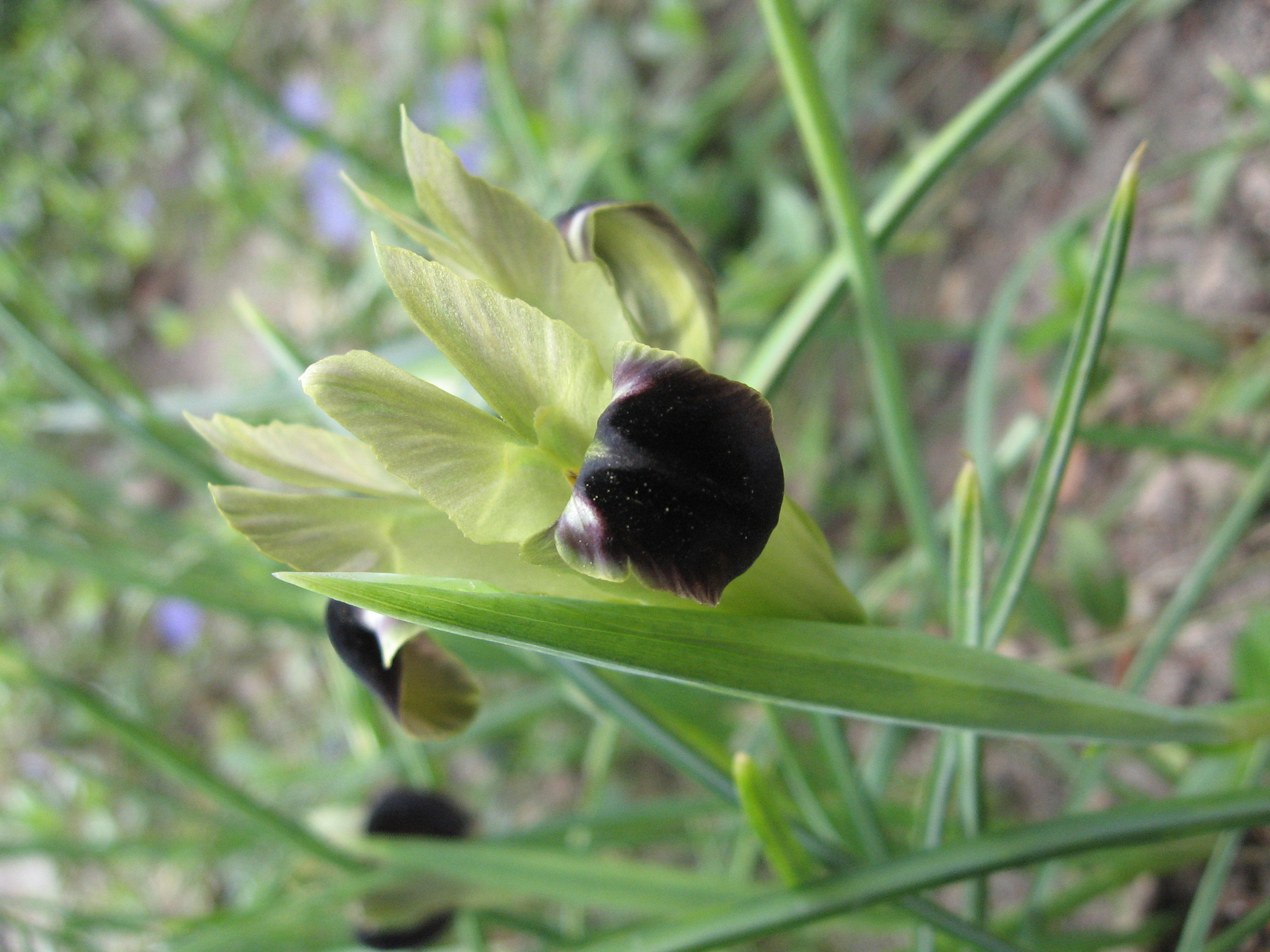
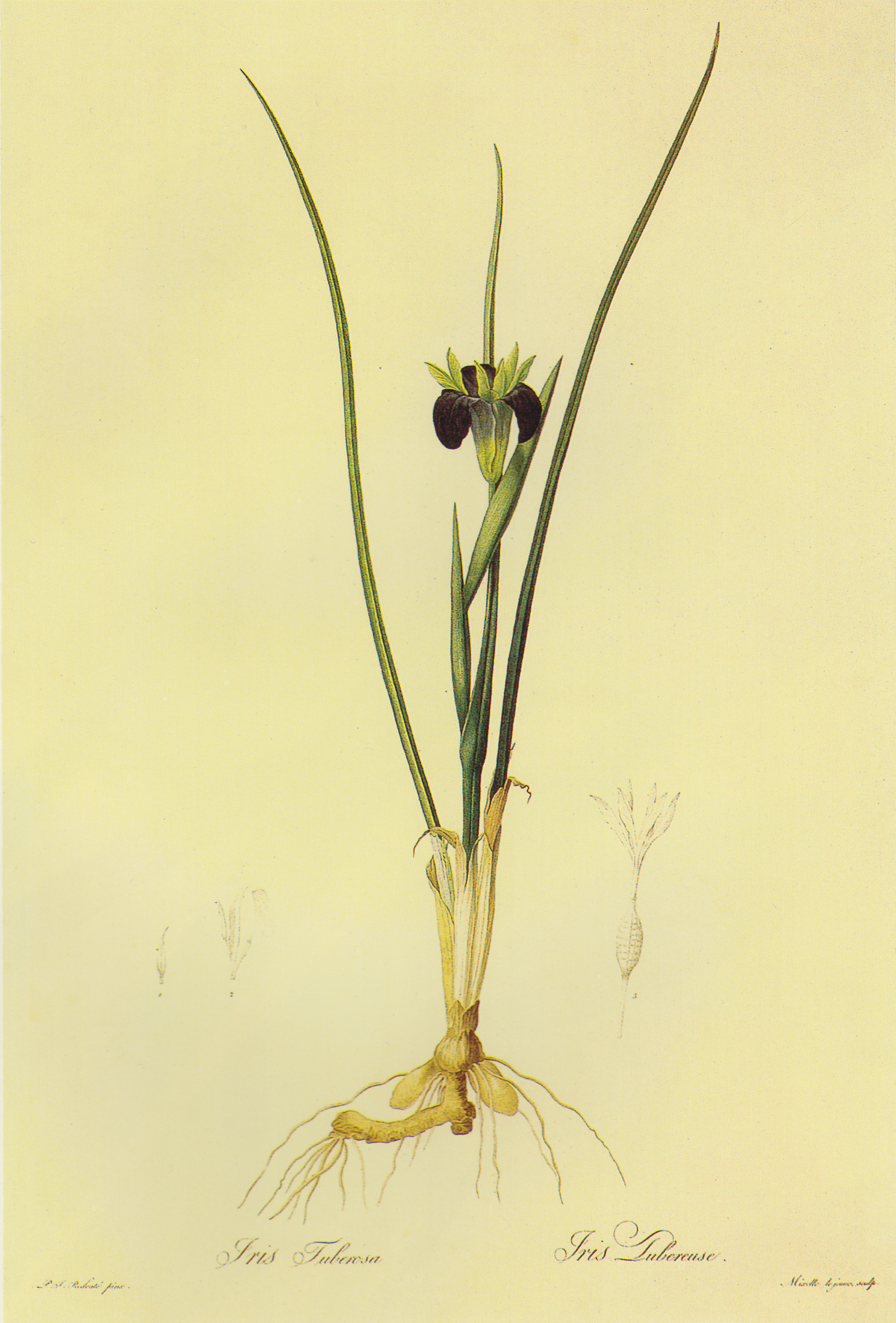